# Хабус ібн Максан
Хабус ібн Максан ібн Зірі ібн Мунад ас-Санхаджі (араб. المظفر حبوس بن ماكسن بن زيري; д/н — 1038) — 3-й емір Гранадської тайфи в 1019—1038 роках.

## Життєпис
Походив з династії Зірідів. Син Максана ібн Зірі, який ймовірно разом з родиною десь після 995 року перебрався на Піренейський півострів. Хабус разом з батьком служив хаджибу Кордовського халіфата Аль-Мансура.
Відомо, що у 1019 році на момент зречення гранадського еміра Заві ібн Зірі від трону, Хабус був його візиром. Невдовзі Хабус ібн Максан підтримав заколот проти свого стриєчного брата Булуггіна, що став еміром. Того було повалено, а новим володарем став Хабус.
Сприяв зміцненню влади Зірідів в Гранадській тайфі, межі якої трохи розширив. Після низки успішних походів проти сусідів прийняв почесне ім'я Аль-Музаффар («Завойовник»).
Втім головну увагу приділяв розбудові міст, розвитку ремісництва і торгівлі. Виявляв терпимість до різних релігій, втім особливу прихильність надавав юдеям. За його правління кількість жидів в Гранаді зросла до 5 тис. осіб. 1027 року емір призначив Шмуеля ха-Нагід своїм візиром.
Провів адміністративну реформу, поділивши тайфу на округи, які очолювали каїди. Їх емір призначав зі своїх родичів. Вони повинні були збирати податки та організовувати війська в залежності від розміру та населеності округу. Завдяки цьому було створено численну та потужну армію.
Помер Хабус ібн Максан 1038 року. Після цього його сини Бадіс і Булуггін розпочали боротьбу за трон.